# Leefbaar Nederland (1981-1986)
Leefbaar Nederland was tussen maart 1981 en augustus 1986 een Nederlandse politieke partij.
Onder leiding van Winand Leschot nam de partij deel aan de Tweede Kamerverkiezingen in 1981, maar behaalde geen zetel. In 1979 deed Leschot als Lijst Leschot mee aan de Europese Parlementsverkiezingen. Deze rechtse partij kwam voort uit de Nederlandse Christen Democraten en werkte samen met de Rooms Katholieke Partij Nederland. De partij ging op in de Burgerpartij voor Recht en Veiligheid. De gelijknamige partij die in 1999 werd opgericht heeft de naam overgenomen van Leschot, die zelf ook kort actief was binnen het nieuwe Leefbaar Nederland.